# Elecciones estatales de Quintana Roo de 2008
Las elecciones estatales de Quintana Roo de 2008 se llevaron a cabo el domingo 3 de febrero de 2008, y en ellas fueron renovados los siguientes cargos de elección popular en el estado de Quintana Roo:
- 8 ayuntamientos. Compuestos por un Presidente Municipal, un síndico y regidores, electos para un periodo de tres años no reelegibles para el periodo inmediato.
- 25 diputados al Congreso del Estado. 15 electos por mayoría relativa en cada uno de los distritos electorales locales y 10 por el principio de representación proporcional.

## Resultados electorales

### Ayuntamientos
| Partido/Alianza                              | Partido/Alianza                                             | Municipios |
| -------------------------------------------- | ----------------------------------------------------------- | ---------- |
|                                              | Partido Acción Nacional                                     | 1          |
|                                              | Partido Revolucionario Institucional                        | 4          |
|                                              | Coalición Quintana Roo Avanza (PRI, PVEM)                   | 2          |
|                                              | Coalición Con la Fuerza de la Gente (PRD, PT, Convergencia) | 1          |
|                                              | Partido Verde Ecologista de México                          | 0          |
|                                              | Partido Nueva Alianza                                       | 0          |
|                                              | Partido Alternativa Socialdemócrata                         | 0          |
| Fuente: Instituto Electoral de Quintana Roo. |                                                             |            |

#### Ayuntamiento de Benito Juárez (Cancún)
|  | 11.52 % |

|  | 39.20 % |

|  | 40.00 % |

|  | 4.27 % |

|  | 1.43 % |

|  | 3.75 % |

|  | 100.00 % |

#### Ayuntamiento de Cozumel
|  | 45.07 % |

|  | 50.87 % |

|  | 2.20 % |

|  | 100.00 % |

#### Ayuntamiento de Felipe Carrillo Puerto
|  | 13.13 % |

|  | 52.20 % |

|  | 26.59 % |

|  | 4.47 % |

|  | 2.44 % |

|  | 100.00 % |

#### Ayuntamiento de Isla Mujeres
|  | 52.20 % |

|  | 43.82 % |

|  | 1.45 % |

|  | 1.12 % |

|  | 1.42 % |

|  | 100.00 % |

#### Ayuntamiento de José María Morelos
|  | 29.45 % |

|  | 55.43 % |

|  | 7.23 % |

|  | 2.83 % |

|  | 2.20 % |

|  | 2.80 % |

|  | 100.00 % |

#### Ayuntamiento de Lázaro Cárdenas
|  | 35.71 % |

|  | 44.65 % |

|  | 10.80 % |

|  | 7.73 % |

|  | 2.96 % |

|  | 100.00 % |

#### Ayuntamiento de Othón P. Blanco (Chetumal)
|  | 27.35 % |

|  | 52.32 % |

|  | 6.04 % |

|  | 2.28 % |

|  | 6.54 % |

|  | 4.94 % |

|  | 100.00 % |

#### Ayuntamiento de Solidaridad (Playa del Carmen)
|  | 5.66 % |

|  | 77.28 % |

|  | 9.83 % |

|  | 2.55 % |

|  | 2.41 % |

|  | 2.36 % |

|  | 100.00 % |

### Diputados
| Partido/Alianza                              | Partido/Alianza                                             | Distritos | Representación proporcional |
| -------------------------------------------- | ----------------------------------------------------------- | --------- | --------------------------- |
|                                              | Partido Acción Nacional                                     | 1         | 3                           |
|                                              | Partido Revolucionario Institucional                        | 8         | 1                           |
|                                              | Coalición Quintana Roo Avanza (PRI, PVEM)                   | 6         | 0                           |
|                                              | Coalición Con la Fuerza de la Gente (PRD, PT, Convergencia) | 0         | 2                           |
|                                              | Partido Verde Ecologista de México                          | 0         | 2                           |
|                                              | Partido Nueva Alianza                                       | 0         | 2                           |
|                                              | Partido Alternativa Socialdemócrata                         | 0         | 0                           |
| Fuente: Instituto Electoral de Quintana Roo. |                                                             |           |                             |

## Conflicto postelectoral
El 3 de febrero por la noche, los candidatos del PRI, Víctor Viveros Salazar y del PRD, Gregorio Sánchez Martínez a la Alcaldía de Benito Juárez se declararon ganadores del proceso electoral con base a sus propios conteos, por sobre las cifras del PREP, que a su cierre, a las 6.00 del 4 de febrero daba ventaja al candidato del PRD; por lo que el priísta Víctor Viveros anunció la defensa legal de su presunto triunfo, mientras el Instituto Electoral instó a esperar los resultados de los cómputos oficiales.
Ante el conflicto, Víctor Viveros llamó al recuento de los votos de la elección, lo cual fue aceptado por el PRD, mientras el coordinador del Frente Amplio Progresista, Porfirio Muñoz Ledo, denunció una "caída del sistema" con intención de modificar los resultados electorales y favorecer al PRI. El 5 de febrero el PAN anunció su desconocimiento e impugnación de los resultados de la elección a Ayuntamientos en Cozumel, Lázaro Cárdenas y Othón P. Blanco. Ese mismo día fue denunciado el abandono de los paquetes electorales en la sede del Distrito X en Cancún, donde todos los funcionarios dejaron las oficinas permaneciendo éstas sin vigilancia alguna.
El 6 de febrero el candidato del PAN a la Presidencia Municipal de Lázaro Cárdenas, Joselín Ávila Correa, y cientos de simpatizantes marcharon por la cabecera municipal de Kantunilkín contra los resultados electorales que no los favorecen, denunciando un fraude, el 19 de febrero bloquearon durante dos horas la Carretera Federal 180 libre entre Cancún y Mérida en la localidad de Valladolid Nuevo, exigiendo la anulación del proceso electoral. Sin embargo, esta forma de protesta fue reprobada por algunas figuras nacionales del PAN, aduciendo que primero se deben de agotar las formas legales de protesta.
Finalmente las impugnaciones fueron interpuestas ante el Tribunal Electoral de Quintana Roo, siendo estas las siguientes: el PRI impugna la elección en los Distritos II y X y el Ayuntamiento de Benito Juárez, el PAN las elecciones de los ayuntamientos de Lázaro Cárdenas, Othón P. Blanco y José María Morelos, el PANAL el ayuntamiento de José María Morelos y el Distrito XIV y la Coalición Con la Fuerza de la Gente la asignación de una diputación plurinominal al PVEM y el Distrito IV.
El 12 de marzo de 2008 el Tribunal Electoral de Quintana Roo declaró válida la elección de Ayuntamiento en Benito Juárez, ratificando, por tanto, el triunfo de Gregorio Sánchez Martínez y desechando la solicitud de nulidad de la elección hecha por el candidato del PRI Víctor Viveros Salazar, este último anunció que apelará la resolución ante el Tribunal Electoral del Poder Judicial de la Federación.
Finalmente el 3 de abril de 2008 el Tribunal Electoral del Poder Judicial de la Federación ratificó el triunfo de Gregorio Sánchez Martínez por cinco votos a favor y dos en contra, Sánchez asumirá de esta manera la Presidencia municipal el día 10 de abril.

## Redistritación
En los meses anteriores al proceso electoral, el Instituto Electoral de Quintana Roo (IEQROO), implementó un proceso para la redistribución geográfica de los quince distritos electorales uninominales en los cuales serán electos los diputados al Congreso de Quintana Roo, la cual fue aprobada, sin embargo, la inclusión en ella de las poblaciones situadas en la franja territorial que se encuentra en disputa con el estado de Campeche provocó la impugnación ante el Tribunal Electoral del Poder Judicial de la Federación del proceso, el tribunal ordenó al IEQROO rehacer la distritación dejando fuera la franja de población disputada, sin embargo este respondió que no había tiempo para realizar una nueva, ya que el proceso electoral ya se encontraba en marcha y por tanto no lo haría sin hasta una vez terminado el proceso, esto fue considerado como un desacato a la resolución del TEPJF e impugnado por el PAN, PRD, PT y Alternativa y el TEPJF emplazó al cumplimiento de su resolución por el IEQROO en un plazo de 48 horas, lo cual fue finalmente hecho el 11 de octubre, siendo de esta manera desechado el nuevo mapa electoral, las elecciones de 2008 se llevarán a cabo con la distribución de los distritos tal como se encontrabas en las Elecciones de 2005.
Esto fue nuevamente rechazado por los mismos partidos de oposición, por considerar que sigue habiendo un desacato por parte del IEQROO hacia la resolución de TEPJF, ya que los partidos interpretan que lo que manda el tribunal es únicamente quitar la franja limítrofe en disputa de los distritos, y utilizar el resto sin modificación alguna, por lo que nuevamente apelaron ante el tribunal, y éste, el 16 de octubre pidió una explicación al instituto electoral, lo cual fue contestado al día siguiente, argumentado el IEQROO que no puede hacer una nueva redistritación debido a que ya se encuentra en marcha el proceso electoral. Finalmente el 23 de octubre el TEPJF rechazó la segunda impugnación de los partidos de oposición, dejando al Instituto estatal la decisión de con cual distribución distrital realizar las elecciones, quedando de esta manera respaldada la resolución de que lo sea con la vigente desde 1995.